# Ray Stevenson
George Raymond (Ray) Stevenson (Lisburn, 25 mei 1964 – Ischia, 21 mei 2023) was een Brits acteur.

## Biografie
Stevenson werd geboren in Noord-Ierland als de tweede van drie zonen van een piloot van de Royal Air Force en een Ierse moeder. Op achtjarige leeftijd verhuisde hij met zijn familie naar Engeland. Toen hij 29 was, haalde hij zijn diploma aan de Bristol Old Vic Theatre School.

### Carrière
In 1994 kreeg Stevenson zijn eerste grote acteerrol in de Britse televisieserie The Dwelling Place. Hij werd wereldwijd bekend toen hij van 2005 tot 2007 de rol van huurmoordenaar Titus Pullo speelde in de HBO-serie Rome. Andere series waarin hij meespeelde zijn onder andere Vikings, Dexter, Waking the Dead en Dalziel and Pascoe.
Zijn filmdebuut was in 1998 in de film The Theory of Flight. Hij speelde vaak een bijrol in grote budgetfilms zoals King Arthur, Thor en Divergent. In 2008 speelde hij de hoofdrol van Frank Castle (alias The Punisher) in de actiefilm Punisher: War Zone.
Een van zijn laatste rollen was Baylan Skoll in de Star Wars-televisiereeks Ahsoka in 2023.

### Privéleven en overlijden
In 1997 trouwde hij met actrice Ruth Gemmell, van wie hij acht jaar later zou scheiden. Stevenson kreeg daarna een relatie met een Italiaanse antropologe, die hij ontmoet had tijdens de opnamen van Rome. Met haar kreeg hij drie zonen. Op 21 mei 2023 overleed Stevenson op 58-jarige leeftijd in het Rizzoli-ziekenhuis op het Italiaanse Ischia na een kort ziekbed. Hij was ter plaatse bezig met opnamen voor de film Cassino in Ischia.

## Filmografie
Stevenson speelde mee in de volgende films en televisieseries:

### Film
- The Theory of Flight (1998)
- G:MT - Greenwich Mean Time (1999)
- King Arthur (2004)
- Outpost (2008)
- Punisher: War Zone (2008)
- Cirque du Freak (2009)
- The Book of Eli (2010)
- The Other Guys (2010)
- Kill the Irishman (2011)
- Thor (2011)
- The Three Musketeers (2011)
- G.I. Joe: Retaliation (2013)
- Jayne Manfield's Car (2013)
- Thor: The Dark World (2013)
- Divergent (2014)
- The Divergent Series: Insurgent (2015)
- Big Game (2015)
- The Transporter Refueled (2015)
- The Divergent Series: Allegiant (2016)
- Thor: Ragnarok (2017)
- Accident Man (2018)
- Cold Skin (2018)
- Final Score (2018)
- RRR (2022) (de duurste Indiase film ooit)
- Memory (2022)
- Accident Man 2 (2022)
- Canary Black (2024)

### Televisie
- A Woman's Guide to Adultery (1993)
- The Dwelling Place (1994)
- The Return of the Native (1994)
- Some Kind of Life (1995)
- Band of Gold (11 afl., 1995–1996)
- The Tide of Life (1996)
- Peak Practice (afl. "Home Truths", 1996)
- Drover's Gold (1997)
- City Central (1998)
- Real Women II (1999)
- Love in the 21st Century (afl. "Toyboys", 1999)
- Holby City (afl. "Taking It on the Chin", 2000)
- The Bill (afl. "Over the Edge", 2000)
- At Home with the Braithwaites (2000)
- Green-Eyed Monster (2001)
- Dalziel and Pascoe (afl. "Truth and Consequences", 2001)
- Red Cap (afl. "Cover Story", 2003)
- Murphy's Law (afl. "Kiss and Tell", 2003)
- Waking the Dead (afl. "Fugue States: Part 1 & 2", 2004)
- Babylon Fields (2007)
- Rome (2005–2007)
- Life Line (2007)
- Dexter (seizoen 7, 2012)
- Crossing Lines (3 afl., 2014)
- Saints & Strangers (miniserie, 2015)
- Black Sails (2016–2017)
- Star Wars Rebels (2016-2017, stem)
- Rellik (2017)
- Reef Break (2019)
- Medici: Masters of Florence (2019)
- Star Wars: The Clone Wars (2020, stem)
- The Spanish Princess (2020)
- Vikings (11 afl., 2020)
- Das Boot (2022)
- Ahsoka (2023)